# Cladonia phyllophora
Cladonia phyllophora Ehrh. ex Hoffm., 1796 è una specie di lichene appartenente alla famiglia Cladoniaceae, dell'ordine Lecanorales.
Il nome proprio deriva dal greco φύλλον, cioè phyllon, che significa foglia, e φὸρον, cioè phoron, che significa portatore, che porta ad indicare la forma ramificata degli apoteci molto simile a fronde di piccolissime foglioline.

## Descrizione
Il sistema di riproduzione è principalmente sessuale. Il fotobionte è principalmente un'alga verde delle Trentepohlia, di preferenza una Trebouxia.

## Distribuzione e habitat
Questa specie si adatta soprattutto a climi di tipo temperato fresco o montano dell'area circumboreale. Rinvenuta su suoli minerali acidi. Lichene di tipo olartico. Predilige un pH del substrato intermedio fra molto acido e subneutro. Il bisogno di umidità è mesofitico.
La specie è stata rinvenuta nelle seguenti località:
- Canada (Ontario, Manitoba, Nuova Scozia, Saskatchewan, Alberta, Québec (provincia), Yukon, Columbia Britannica);
- USA (Alaska, Minnesota, Washington, Indiana, Idaho, Virginia Occidentale, Hawaii, Colorado, Connecticut, Distretto di Columbia, Maine, Michigan, New York, Montana, Vermont, Wisconsin, Nuovo Messico);
- Germania (Brandeburgo, Schleswig-Holstein, Turingia, Essen, Amburgo, Baden-Württemberg, Berlino, Baviera, Bassa Sassonia, Meclemburgo, Renania Settentrionale-Vestfalia, Renania-Palatinato, Sassonia, Sassonia-Anhalt);
- Spagna (Castiglia e León);
- Austria (Stiria, Alta Austria);
- Cina (Shaanxi, Yunnan, Zhejiang, Xinjiang);
- Argentina, Cile, Corea del Nord, Corea del Sud, Danimarca, Estonia, Finlandia, Georgia del Sud, Giappone, Groenlandia, Islanda, Isole Azzorre, Isole Canarie, Isole Svalbard, Lituania, Lussemburgo, Mongolia, Norvegia, Oceania, Paesi Bassi, Polonia, Portogallo, Regno Unito, Repubblica Ceca, Romania, Serbia, Svezia, Ungheria.

In Italia questa specie di Cladonia è abbastanza rara:
- Trentino-Alto Adige, da molto rara a poco rara in tutta la regione
- Valle d'Aosta, estremamente rara sui monti, rara nelle valli
- Piemonte, rara sui monti dell'arco alpino, estremamente rara nel resto della regione
- Lombardia, rara nelle zone alpine e di confine col Trentino; estremamente rara nelle zone prealpine
- Veneto, abbastanza rara nelle zone di confine col Trentino, estremamente rara nelle zone pedemontane, non rinvenuta nel resto della regione
- Friuli, rara nelle zone alpine, estremamente rara nelle zone pedemontane, non rinvenuta altrove
- Emilia-Romagna, non è stata rinvenuta
- Liguria, da molto rara ad estremamente rara in tutta la regione
- Toscana, estremamente rara in tutta la regione ad eccezione delle zone litoranee dove non è stata rinvenuta
- Umbria, non è stata rinvenuta
- Marche, non è stata rinvenuta
- Lazio, non è stata rinvenuta
- Abruzzi, non è stata rinvenuta
- Molise, non è stata rinvenuta
- Campania, non è stata rinvenuta
- Puglia, non è stata rinvenuta
- Basilicata, non è stata rinvenuta
- Calabria, non è stata rinvenuta
- Sicilia, non è stata rinvenuta
- Sardegna, non è stata rinvenuta.[3]

## Tassonomia
Questa specie appartiene alla sezione Cladonia; a tutto il 2008 sono state identificate le seguenti forme, sottospecie e varietà:
- Cladonia phyllophora f. euphorea (Ach.) J.W. Thomson (1968).
- Cladonia phyllophora f. phyllophora Ehrh. ex Hoffm. (1796).
- Cladonia phyllophora f. polyphaea (Ach.) J.W. Thomson (1968).
- Cladonia phyllophora f. trachyna (Ach.) J.C. Wei (1991).